# Governo in esilio
Un governo in esilio è un gruppo politico che sostiene di essere il governo legittimo di una nazione, ma che per varie ragioni non è in grado di esercitare il proprio potere legale, pertanto risiede in un Paese straniero. I governi in esilio di solito operano con l'idea di tornare un giorno nel proprio Paese natio e di riconquistare il potere.
I governi in esilio si verificano spesso durante i periodi di occupazione da parte di una potenza straniera. Ad esempio, durante il dominio tedesco in Europa nella Seconda guerra mondiale, numerosi governi (come quello polacco) e monarchi europei furono obbligati a cercare rifugio nel Regno Unito piuttosto che affrontare la distruzione operata dai nazisti.

## Attuali governi in esilio
Attualmente, ci sono pochi governi in esilio; tra questi vi sono:
| Nome                                             | In esilio dal | Stato rivendicato          | Informazioni | Note  |  |
| ------------------------------------------------ | ------------- | -------------------------- | --- | ----- |  |
| Repubblica Popolare Bielorussa                   | 1919          | Bielorussia                | È tuttora guidata da Ivonka Survilla e da un consiglio di 14 membri chiamato Rada. Ha sede a Toronto. | [ 1 ] |  |
| Governo in esilio della Città Libera di Danzica  | 1939          | Polonia                    | Con sede a Berlino. | [ 2 ] |  |
| Repubblica di Cina                               | 1949          | Repubblica Popolare Cinese | Ha sede a Taipei dalla fine del 1949, al momento della vittoria comunista . L'attuale governo della Repubblica Cinese con sede a Taipei non si considera un governo in esilio. Oltre all'isola di Taiwan e ad alcune altre isole che attualmente controlla, la Repubblica di Cina mantiene formalmente rivendicazioni sul territorio ora controllato dalla Repubblica Popolare Cinese, nonché sulla Mongolia e su alcune parti di Afghanistan, Bhutan, India, Myanmar, Pakistan, Russia e Tagikistan. Il ragionamento formale su cui si basa questa affermazione di "governo in esilio" si basa sull'argomento secondo cui la sovranità di Taiwan non è stata legittimamente ceduta alla Repubblica di Cina alla fine della seconda guerra mondiale, e su questa base la Repubblica di Cina si trova in territorio straniero, il che la rende di fatto un governo in esilio. | [ 5 ] |  |
| Consiglio Nazionale della Resistenza Iraniana    | 1981          | Iran                       | Organizzazione promossa dal partito dei Mujaheddin del popolo iraniano, che si proclama Parlamento e governo in esilio, costituito da gruppi dissidenti anti-teocratici. Il presidente eletto è Maryam Rajavi. Ha sede a Parigi. |       |  |
| Governo tibetano in esilio                       | 2011          | Tibet                      | Il capo di Stato è formalmente il XIV Dalai Lama Tenzin Gyatso, ma ha rinunciato ad ogni incarico e potere politico, lasciando l'Amministrazione Centrale Tibetana al Primo ministro eletto democraticamente, attualmente Lobsang Sangay. Ha sede a Dharamsala. |       |  |
| Consiglio Nazionale dell'Iran                    | 2013          | Iran                       | È guidato da Reza Pahlavi. Il partito legato a questo governo è il Partito Costituzionalista dell'Iran. Ha sede a Potomac. |       |  |
| Repubblica islamica dell'Afghanistan             | 2021          | Afghanistan                | A seguito del ritiro delle truppe NATO dall'Afghanistan, nell'agosto 2021 i talebani riescono nel giro di pochissimi giorni a conquistare il paese, imponendo l'Emirato islamico dell'Afghanistan come forma di governo. Il governo non è riconosciuto dalla quasi totalità della comunità internazionale. Il governo in esilio è amministrato da Amrullah Saleh. | [ 6 ] |  |
| Gabinetto di transizione unito della Bielorussia | 2022          | Bielorussia                | Governo costituito dalle forze dell'opposizione bielorussa ad Aljaksandr Lukašėnka dopo le accuse di brogli nelle elezioni presidenziali in Bielorussia del 2020, e guidato da Svjatlana Cichanoŭskaja, dotato anche di un parlamento detto Consiglio di coordinamento dell'opposizione. Ha sede a Vilnius. |       |  |

## Azioni dei governi in esilio
La legge internazionale riconosce che i governi in esilio possono intraprendere diversi tipi di azione nella condotta della normale amministrazione. Queste azioni comprendono:
- divenire parte di un trattato bilaterale o internazionale
- emendare o rivedere la propria costituzione
- mantenere forze militari
- mantenere (o "ottenere di nuovo") il riconoscimento diplomatico da parte di stati sovrani
- emettere documenti di identità
- permettere la formazione di nuovi partiti politici
- istituire riforme democratiche
- tenere elezioni
- permettere l'elezione diretta (o con base più ampia) dei suoi funzionari di governo, ecc.

Comunque, nessuna di queste azioni può servire a legittimare un governo in esilio a diventare il governo legale internazionalmente riconosciuto della sua sede attuale. Per definizione, un governo in esilio è definito relativamente al suo paese di origine, deve quindi fare ritorno al paese di origine e riottenere il potere, al fine di ottenere la legittimazione come governo legale di quell'area geografica.

## Governi in esilio del passato
| Nome                                                         | In esilio dal/al | Territorio rivendicato                                  | Informazioni | Note  |
| ------------------------------------------------------------ | ---------------- | ------------------------------------------------------- | --- | ----- |
| Governo Provvisorio della Repubblica di Corea                | 1919 - 1948      | Corea                                                   | Con sede a Shanghai, e successivamente a Chongqing; dopo la sconfitta del Giappone nella seconda guerra mondiale, il presidente Syngman Rhee divenne il primo presidente della Prima Repubblica della Corea del Sud. |       |
| Consiglio Etiopico della Corona                              | 1993 - 2004      | Etiopia                                                 | Guidato da S.A.R. principe Ermias Sahle Selassie, che rivendica il titolo di Negus d'Etiopia. Ha sede a Washington D.C. Il 28 luglio 2004, il Consiglio della Corona ha ridefinito il suo ruolo reindirizzando la sua missione dal regno politico a una missione di conservazione culturale, sviluppo e sforzi umanitari in Etiopia. |       |
| Governo in esilio dell'Estonia                               | 1940 - 1991      | Unione Sovietica                                        | Governo in esilio dell'Estonia, con l'Occupazione sovietica, nel 1944, si trasferì dapprima a Stoccolma e successivamente dal 1953 ad Oslo in Norvegia, dove rimase attivo fino al 1991, anno di ripristino della sovrana indipendenza dell'Estonia.                                                                                 | [ 7 ] |
| Governo Repubblicano Spagnolo in Esilio                      | 1939 - 1977      | Spagna Franchista                                       | dopo il colpo di Stato di Francisco Franco. Fu con sede a Città del Messico dal 1939 al 1946, quando si spostò a Parigi dove rimase fino al 21 luglio 1977 quando, in seguito alla morte di Franco e all'inizio della transizione democratica spagnola, dichiarò il proprio scioglimento. (Esilio repubblicano spagnolo)             |       |
| Governo in Esilio della Repubblica Democratica della Georgia | 1921 - 1954      | Unione Sovietica                                        | dopo l'invasione sovietica della Georgia nel 1921. |       |
| Governo in Esilio della Repubblica Popolare Ucraina          | 1921 - 1992      | Unione Sovietica                                        | dopo l'invasione sovietica dell'Ucraina. |       |
| Governo di Coalizione Nazionale dell'Unione della Birmania   | 1990 - 2012      | Unione del Myanmar - Repubblica dell'Unione del Myanmar | governo in esilio dal 1990 al 2012 dopo il colpo di stato dei militari in Birmania, dissolto nel 2012 in seguito alla transizione democratica ad opera di Aung San Suu Kyi | [ 8 ] |

### Nella seconda guerra mondiale
Molte nazioni istituirono governi in esilio dopo la perdita della sovranità durante la Seconda guerra mondiale:
- Belgio (invaso il 10 maggio 1940)
- Cecoslovacchia (istituito nel 1940 da Edvard Beneš e riconosciuto dal governo britannico)
- Francia Libera (dopo il 1940)
- Estonia (dopo il 1940)
- Grecia (invasa il 28 ottobre 1940)
- Lussemburgo (invaso il 10 maggio 1940)
- Paesi Bassi (invasi il 10 maggio 1940)
- Norvegia (invasa il 9 aprile 1940)
- Polonia (vedere Governo in esilio della Polonia)
- Jugoslavia (invasa il 6 aprile 1941)
- Filippine (invase l'8 dicembre 1941)

Il Governo Provvisorio dell'India Libera (1942-1945) fu istituito da nazionalisti indiani in esilio durante la guerra.
Tra gli altri sovrani esiliati in Inghilterra ci sono Zog I di Albania e Haile Selassie d'Etiopia.
Tra i più importanti esempi di nazioni occupate che mantennero una parziale sovranità, anche nei territori d'oltremare, ci sono il Belgio, la Repubblica di Vichy e la Francia Libera.

### L'eccezione danese
L'occupazione della Danimarca (il 9 aprile 1940) fu gestita dal Ministero degli Esteri della Germania, diversamente da altre nazioni occupate che erano sotto amministrazione militare. La Danimarca non istituì alcun governo in esilio, anche se esisteva un'Associazione di Danesi Liberi a Londra. Il Re Cristiano X e il suo governo rimasero in Danimarca, e operarono indipendentemente per i primi tre anni di occupazione tedesca. Nel frattempo, l'Islanda e le Isole Fær Øer furono occupate dagli Alleati e separate dalla corona danese e, l'Islanda dichiarò, addirittura, l'indipendenza nel 1944 e si trasformò in una Repubblica.